# Michelle Kroppen
Michelle Kroppen (Kevelaer, 19 de abril de 1996) es una deportista alemana que compite en tiro con arco, en la modalidad de arco recurvo.
Participó en dos Juegos Olímpicos de Verano, obteniendo dos medallas, bronce en Tokio 2020, en la prueba por equipo (junto con Charline Schwarz y Lisa Unruh), y plata en París 2024, en la prueba de equipo mixto (con Florian Unruh).
Ganó dos medallas en el Campeonato Mundial de Tiro con Arco al Aire Libre de 2023, una medalla de oro en el Campeonato Mundial de Tiro con Arco en Sala de 2018 y cinco medallas en el Campeonato Europeo de Tiro con Arco al Aire Libre entre los años 2018 y 2022.
En los Juegos Europeos obtuvo dos medallas, bronce en Minsk 2019 y bronce en Cracovia 2023, ambas en la prueba de equipo mixto.

## Palmarés internacional
| Juegos Olímpicos                 | Juegos Olímpicos         | Juegos Olímpicos  | Juegos Olímpicos |
| Año                              | Lugar                    | Medalla           | Prueba           |
| -------------------------------- | ------------------------ | ----------------- | ---------------- |
| 2020                             | Tokio (Japón)            | Medalla de bronce | Equipo           |
| 2024                             | París (Francia)          | Medalla de plata  | Equipo mixto     |
| Campeonato Mundial al Aire Libre |                          |                   |                  |
| Año                              | Lugar                    | Medalla           | Prueba           |
| 2023                             | Berlín (Alemania)        | Medalla de oro    | Equipo           |
| 2023                             | Berlín (Alemania)        | Medalla de plata  | Equipo mixto     |
| Campeonato Mundial en Sala       |                          |                   |                  |
| Año                              | Lugar                    | Medalla           | Prueba           |
| 2018                             | Yankton (Estados Unidos) | Medalla de oro    | Equipo           |
| Juegos Europeos                  |                          |                   |                  |
| Año                              | Lugar                    | Medalla           | Prueba           |
| 2019                             | Minsk (Bielorrusia)      | Medalla de bronce | Equipo mixto     |
| 2023                             | Cracovia (Polonia)       | Medalla de bronce | Equipo mixto     |
| Campeonato Europeo al Aire Libre |                          |                   |                  |
| Año                              | Lugar                    | Medalla           | Prueba           |
| 2018                             | Legnica (Polonia)        | Medalla de bronce | Equipo           |
| 2021                             | Antalya (Turquía)        | Medalla de plata  | Equipo           |
| 2022                             | Múnich (Alemania)        | Medalla de oro    | Equipo           |
| 2022                             | Múnich (Alemania)        | Medalla de plata  | Individual       |
| 2022                             | Múnich (Alemania)        | Medalla de plata  | Equipo mixto     |